# FC 02 Schedewitz
Der FC 02 Schedewitz war ein deutscher Fußballverein aus Zwickauer Stadtteil Schedewitz. Er wurde im Jahr 1902 gegründet und benannte sich 1924 in FC 02 Zwickau um. Durch die Fusion mit dem Zwickauer SC zur SG Zwickau wurde der Verein im Jahr 1939 aufgelöst.

## Geschichte
Der FC 02 Schedewitz wurde im Jahr 1902 im damals noch eigenständigen Stadt Schedewitz gegründet. Auf sportlicher Ebene agierte der Club ab 1912 innerhalb des Verbandes Mitteldeutscher Ballspiel-Vereine im Gau Westsachsen. In der Spielzeit 1916/17 gewann der Verein die Gauliga Westsachsen und qualifizierte sich dadurch für die Endrunde an der mitteldeutschen Meisterschaft. Im Achtelfinale trafen die Zwickauer auf den Chemnitzer BC. Das Spiel verlor die Mannschaft mit 5:1. 
Nach der Eingemeindung von Schedewitz nach Zwickau im Jahr 1923 benannte sich der Verein im Jahr 1924 in FC 02 Zwickau um. Nachdem man keine weiteren nennenswerte Erfolge verbuchen konnte, entschied sich der Verein zu einer Fusion mit dem Zwickauer SC zur SG Zwickau und der Verein FC 02 Schedewitz wurde aufgelöst.

## Erfolge
- Teilnahme an der mitteldeutschen Meisterschaft: 1916/17
- Meister der Gauliga Westsachsen: 1916/17

## Nachfolge
Mit der am 12. Mai 1939 vollzogenen Fusion zur SG Zwickau begann die sportlich erfolgreichste Zeit. 1943 gelang der Aufstieg zur Gauliga Sachsen, in der die SG Zwickau bereits in der Auftaktsaison hinter dem Dresdner SC die sächsische Vizemeisterschaft einfuhr. Im Folgejahr trat der Club bis 1945 noch einmal kurzzeitig in der Gauliga Sachen in der Gruppe Westsachsen-Zwickau an, deren Spielbetrieb jedoch kriegsbedingt vorzeitig eingestellt wurde. Die SG Zwickau wurde 1945 aufgelöst.
Nach der Deutschen Wiedervereinigung trat der neugegründete FC 02 Zwickau das fußballerische Erbe des FC 02 Schedewitz und der SG Zwickau an. Aktuell spielt der Verein in der 2. Kreisklasse Zwickau.